# Mechanical Animals
Mechanical Animals è il terzo album in studio del gruppo musicale statunitense Marilyn Manson, pubblicato il 15 settembre 1998 dalla Nothing Records e dalla Interscope Records.
Ha rappresentato la breve incursione della band nel mondo del glam rock, in netto contrasto con il ruvido ed abrasivo rock e metal industriale che ha caratterizzato gli album precedenti e che è tornato in quelli successivi del gruppo.
Si tratta di un'opera rock realizzata come concept album e rappresenta il secondo atto della trilogia che include Antichrist Superstar e Holy Wood (In the Shadow of the Valley of Death). Dopo la pubblicazione di Holy Wood, Manson rivelò che la storia raccontata nella trilogia si svolge in ordine anticronologico; pertanto, Holy Wood inizia la storia, Mechanical Animals la continua e Antichrist Superstar la termina.
Mechanical Animals debuttò direttamente al primo posto in classifica nella sua prima settimana di vendita, diventando il primo album dei Marilyn Manson a raggiungere tale risultato. Dall'album sono stati estratti quattro singoli: The Dope Show, Rock Is Dead, I Don't Like the Drugs (But the Drugs Like Me) e Coma White.

## Registrazione e produzione

### Le sessioni di registrazione fallite con i Dust Brothers
Dopo la conclusione nel settembre 1997 del Dead to the World Tour, durato un anno, la band si spostò da Fort Lauderdale a Hollywood. I lavori per Mechanical Animals iniziarono subito dopo. Già all'inizio di dicembre di quell'anno il cantante parlò a proposito dello sviluppo dell'allora nuovo album ancora senza titolo, davanti alle telecamere di MTV per lo speciale Year in Rock del 12 dicembre. Ben presto iniziarono a correre voci secondo cui l'album sarebbe stato prodotto dal team losangelino dei Dust Brothers. Secondo MTV News, i produttori "hanno portato a termine i lavori per alcune delle tracce del prossimo sforzo di Marilyn Manson...". In ogni caso, nulla nacque da questa annunciata collaborazione e nessuna delle tracce di cui sopra venne mai alla luce.
Billy Corgan, frontman degli Smashing Pumpkins e amico di Manson, fece alla band da consulente musicale non ufficiale durante queste primissime fasi di sviluppo dell'album. Dopo aver sentito alcune delle nuove canzoni, Corgan disse "Questa è senza dubbio la direzione giusta, ma se state per prenderla, andate fino in fondo. Non limitatevi ad alludere ad essa".

### Le sessioni di registrazione con Michael Beinhorn e Sean Beavan
La band successivamente assunse Michael Beinhorn come produttore principale, che avrebbe co-prodotto il disco con Marilyn Manson stesso. Anche Sean Beavan fu coinvolto per aiutare nella fase di produzione. A maggio del 1998, dopo aver appena portato a termine i suoi doveri per l'allora nuovo album delle Hole, Celebrity Skin, la squadra di Beinhorn confermò che i lavori per il nascente progetto di Manson erano a metà e che il disco avrebbe potuto vedere la luce tra la tarda estate e la fine dell'anno. Manson, dal canto suo, fu impegnato durante la prima parte dell'anno a promuovere la sua autobiografia, The Long Hard Road Out of Hell.
Il 24 febbraio 1998, durante un'intervista rilasciata al programma radiofonico Fresh Air sulla National Public Radio per promuovere il libro, Manson spiegò che, avendo affrontato il tema della religione in maniera quasi ossessiva nel disco precedente, il disco in arrivo sarebbe stato focalizzato maggiormente su più aree tematiche: "Dopo aver terminato ciò che ho fatto negli ultimi due anni, risulta quasi come Edward mani di forbice o E.T. — qualcuno che si sente come se fosse in un posto dove non è accettato o a cui non appartiene [...] è più da quella prospettiva. È musica molto più vulnerabile quella che sto facendo per questo nuovo album. Sia a livello di sonorità che di testi, parla della depressione derivante dall'alienazione, più che della sua aggressività. È a proposito della sensazione di vuoto". Il chitarrista Zim Zum raccontò che la band registrò una canzone al giorno per due settimane filate durante un momento di grande ispirazione.
Missaggio finale e post-produzione furono portati a termine in uno studio nella città di Burbank, in California. A luglio 1998, dopo aver contribuito a registrare le parti di chitarra per 12 delle 14 canzoni dell'album (in realtà, le note presenti sul libretto del disco creditano a Zim Zum solo 8 canzoni), Zim Zum lasciò la band amichevolmente per dedicarsi al suo progetto solista. Fu sostituito dall'ex chitarrista della band industrial metal inglese 2wo, John Lowery (ribattezzato dalla band John 5).

## Descrizione
"Se 'Antichrist Superstar' era una specie di mia caduta in disgrazia, Lucifero cacciato dal paradiso, questo prossimo disco è a proposito di ciò che accade sulla Terra ora, è una specie di tentativo di stare in una società che crede di essere ricca di emozioni e che tu sia una persona insensibile, quando in realtà sei tu quello che ha tutti questi sentimenti ed è il mondo ad essere come insensibile nei loro confronti. È quasi un'antitesi di ciò che ho appena fatto."
Marilyn Manson racconta a MTV News a proposito del tema principale dell'allora anonimo album.
In questo album, Manson ricopre due ruoli, diventando un glam rocker assuefatto da sostanze stupefacenti e un alieno androgino chiamato Omēga (pronunciato oh-mii-gah) che, similmente allo Ziggy Stardust di David Bowie, cade sulla Terra, viene catturato, piazzato all'interno di una band chiamata The Mechanical Animals e trasformato in una rockstar. Diventa insensibile nei confronti del mondo, che sia in giro nello spazio o sulle colline di Hollywood, e fa un uso eccessivo di droghe come meccanismo di sopportazione per il fatto che la sua vita sia diventata un prodotto dei suoi capi societari. L'altro ruolo di Manson è quello di Alpha, basato su sé stesso e sulle sue esperienze dopo la conclusione del tour e dell'era Antichrist Superstar. Agendo come Omēga, le emozioni di Alpha hanno solo iniziato a tornare indietro. Vulnerabile e nel tentativo di reimparare ad utilizzare le sue emozioni correttamente, si dispera pensando a quanti pochi sentimenti provano le altre persone, osservandole come se fossero "animali meccanici". Entrambi stanno tentando di tornare nel mondo - cercando tra gli animali meccanici la cosa di cui hanno bisogno per riempirsi. La chiamano Coma White, insicuri del fatto che sia vera o semplicemente un'allucinazione da droghe. A seguito della presenza di questa doppia personalità nella storia dell'album, sette delle quattordici canzoni presenti, sia musicalmente che a livello di testi, sono "interpretate" da Omēga e dalla sua band fittizia The Mechanical Animals, mentre le altre sette sono "interpretate" da Alpha (Marilyn Manson). Le canzoni di Omēga sono solitamente quelle dai testi più nichilisti e superficiali, come The Dope Show, User Friendly o New Model No. 15. L'artwork dell'album comprende un libretto particolare, in cui una metà contiene i testi dei brani di Omēga e l'altra metà, consultabile capovolgendo il libretto stesso, contiene i testi delle canzoni di Alpha.
Marilyn Manson disse successivamente, in un'intervista rilasciata alla rivista Rolling Stone, che "Mechanical Animals è nato per rappresentare il punto in cui la rivoluzione viene venduta, un guscio vuoto di ciò che era l'essenza di Marilyn Manson. Era una satira, e molte persone l'hanno interpretato come 'Questo è ciò che [Marilyn Manson] è in realtà. Stavo facendo una parodia di ciò che ero, sparando su me stesso".
Dopo la pubblicazione di Holy Wood (In the Shadow of the Valley of Death), Marilyn Manson spiegò che la storia raccontata attraverso la trilogia di dischi è autobiografica e anticronologica (i dischi vanno ascoltati nell'ordine inverso a quello della loro pubblicazione). Ciò significa che Holy Wood apre la storia, seguita da Mechanical Animals e conclusa da Antichrist Superstar. Inoltre, anche se Antichrist Superstar, Mechanical Animals e Holy Wood hanno un senso singolarmente come concept album, c'è una storia nascosta che si svolge nell'arco di tutti e tre gli album.
Mechanical Animals ad oggi ha venduto oltre 15 milioni di copie nel mondo ed è l'album di maggior successo della band di Brian Warner.

## Composizione
A differenza del lavoro precedente di Marilyn Manson, Antichrist Superstar, Mechanical Animals è, a livello di estetica, molto meno dark. Sia nel linguaggio figurativo che nella musica, Mechanical Animals è ispirato al glam rock anni settanta di David Bowie (Manson stesso ha citato spesso David Bowie come la sua maggior fonte di influenza). La maggior parte delle canzoni si basa su melodie più leggere; in ogni caso, questa "leggerezza" non si estende necessariamente ai testi. La musica è anche molto più complessa che nella maggior parte degli altri lavori della band.
La canzone Great Big White World sollevò la preoccupazione, da parte di alcuni gruppi, che potesse essere un riferimento razziale finché Manson stesso non mise a tacere le voci spiegando che il brano parlava a proposito della cocaina.
La rivista Rolling Stone ha descritto la cantilena di Manson nella title track, Mechanical Animals, come evocativa della "soffocante vibrazione di Marc Bolan dei T. Rex".
Il brano I Don't Like the Drugs (But the Drugs Like Me) vanta la partecipazione di Dave Navarro per le parti di chitarra.

## Promozione
Cinque giorni prima della pubblicazione dell'album, la band suonò The Dope Show agli MTV Video Music Awards del 1998. La performance "Ziggy-in-Vegas" vide Manson pavoneggiarsi sul palco vestito con un cappotto in vinile blu dal colletto di pelo, prima di spogliarsi a metà canzone e rivelare un costume aderente blu con tagli che rivelavano i seni protesici e i genitali androgini del suo personaggio Omēga. La performance includeva anche un trio di cantanti di sottofondo che armonizzavano col frontman mentre lui cantava. Rolling Stone commentò dicendo che "incontrovertibilmente, Marilyn Manson ha monopolizzato l'attenzione".

## Distribuzione
In un'epoca in cui ancora non era ancora così diffuso il fenomeno del file sharing peer-to-peer, i singoli di lancio di entrambi gli album prodotti da Beinhorn furono rubati tre settimane prima della loro pubblicazione ufficiale e passarono "circa una dozzina di volte" sulla stazione radiofonica di New York WXRK (92.3 FM) e sulla sua stazione sorella KROQ-FM (106.7 FM) di Los Angeles, nel weekend tra il 31 luglio e il 2 agosto 1998. Interscope non confermò né negò il fatto che il "leak" fosse dipeso da lei, ma la stessa casa discografica si unì all'etichetta discografica delle Hole, la DCG Records, per un decreto ingiuntivo contro WXRK il 3 agosto.
Ciononostante, il singolo di Manson, The Dope Show, fu convertito da un fan in un file mp3 a qualità CD e reso disponibile per il download su un sito non ufficiale dedicato alla band dopo non molto. Il weekend successivo, la stazione radio Live 105 (105.3 FM) di San Francisco suonò entrambi i singoli nuovamente.

### Singoli
Senza dubbio, la canzone più di successo estratta da questo album è The Dope Show, che andò molto bene sia nelle classifiche dei videoclip che in quelle dei singoli negli Stati Uniti e nel resto del mondo. The Dope Show fu scritta da Manson (testi) e Twiggy Ramirez (musica), e continua ancora oggi ad essere il maggior successo commerciale della band. Il videoclip presentò il nuovo, controverso, androgino suono ed immaginario glam rock della band al mondo. È ispirato al controverso film artistico di Alejandro Jodorowski La montagna sacra, così come al film di David Bowie L'uomo che cadde sulla Terra. L'influenza di Bowie fu enorme per quest'album, ed entrambe le influenze furono dichiarate pubblicamente dallo stesso Manson.
Il terzo singolo, Rock Is Dead, fu incluso nella colonna sonora del film The Matrix (il brano accompagna i titoli di coda del film).

### Copertina e confezione
"Lo shock dell'immagine fu ancora maggiore per il fatto che sembrava essere una fotografia vera."
Grant Scott, The Greatest Album Covers of All Time
La controversa copertina ha ricevuto critiche positive e vinto numerosi premi. La famigerata foto, dipinge Manson come una figura androgina nuda, provvista di seni, sei dita e genitali aerografati. Si tratta di un'intuizione di colui che fu per molto tempo il fotografo di Manson, il newyorchese Joseph Cultice. Il designer Paul Brown ha detto a proposito della copertina "Ne sono estremamente fiero. Una delle sue copertine dice più di quanto possa fare un qualsiasi romanzo. Ha fatto pensare e raccapricciare le persone". Contrariamente alle voci circolanti su Internet, Manson non si sottopose ad alcuna operazione di chirurgia plastica per questo look da alieno androgino. I seni sono protesi realizzate dalla Industrial Light & Magic di George Lucas. Manson è in realtà nudo, e ricoperto dalla testa ai piedi di vernice in latex fornita dalla stessa casa di trucco cinematografico. I suoi genitali sono coperti da una sottile coppa di plastica per creare la figura aliena chiamata Omēga, che il cantante ha spiegato essere una rappresentazione dell'"asessualità e della vulnerabilità", in aggiunta alla sua "affezione per gli arti protesici". Manson dichiarò in alcune interviste che il suo amico, l'attore Johnny Depp, è l'attuale proprietario di questi seni protesici che Manson scambiò con la parrucca bionda indossata da Depp nel film Blow. Nel 2003 VH1 dichiarò che quella di Mechanical Animals è la ventinovesima miglior copertina di tutti i tempi. Appare anche nel libro di Grant Scott "The Greatest Album Covers of All Time".
Il testo sulla copertina dell'album è un anagramma che, se riordinato, diventa "Marilyn Manson Is an Alchemical Man" (in italiano: "Marilyn Manson è un uomo alchemico"). L'album include anche una copertina alternativa, meno "oscena", contenuta nel rovescio del libretto. Si tratta della copertina di un album dallo stesso titolo, di Omēga and the Mechanical Animals, una band fittizia composta dai membri dei Marilyn Manson. La foto presente in questa copertina alternativa include molti aspetti relativi al simbolismo attorno al numero 15.
Il libretto contiene messaggi nascosti scritti in giallo, visibili utilizzando la parte blu trasparente della custodia del disco o l'LP blu trasparente; tra questi messaggi (che diventano verdi sfruttando l'effetto ottico) è possibile trovare "www.comawhite.com" (sito non più disponibile), "I no longer knew if Coma White was real or just a side effect", "Now children it's time for recess, please roll up your sleeves", "A sun with no planets, burning in circles", "Even machines can see that we are dead", e "In the end I became them and I led them/ After all none of us really qualified as humans/ We were hardworn, automatic and as hollow as the 'o' in God/ I reattached my emotions cellular and narcotic/ From the top of Hollywood it looked like space/ Millions of capsules and Mechanical Animals/ A city filled with dead stars and a girl I called Coma White/ This is my Omēga.". Al lettore del libretto viene spiegato come leggere questi messaggi nascosti: è presente un diagramma che mostra una custodia di CD posta sopra il libretto, ed un messaggio che dice "Yellow and blue = green" ("Giallo e blu = verde").
Una versione limitata di Mechanical Animals fu commercializzata nel Regno Unito (e in altre aree come Australia e Messico, dove arrivarono solamente cento copie di questa edizione), e comprendeva una copertina rigida illustrata da Marcus Wild. Nonostante il fatto che si tratti di una edizione a tiratura limitata, questa versione del disco è comunque facilmente reperibile in determinate regioni. La confezione è identica a quella della versione originale, fatto salvo per la presenza di un libretto di otto pagine disegnato da Wild, che rappresenta a fumetti le scene del videoclip di I Don't Like the Drugs (But the Drugs Like Me).

### Controversie
Il 14 agosto 1998, un mese prima della pubblicazione dell'album, le tre grandi distribuzioni più importanti degli Stati Uniti (K-Mart, Wal-Mart e Target Corporation) si rifiutarono di fornire i loro magazzini di scorte del disco, a causa della copertina giudicata oscena e aspettandosi che l'album sarebbe stato corredato da un adesivo Parental Advisory (ciò avrebbe violato la loro politica che non prevede la presenza sugli scaffali di materiale con contenuti espliciti). Nel tentativo di calmare alcuni rivenditori, Nothing e Interscope presero in considerazione l'idea di coprire i "seni" con un adesivo e confezionare il tutto all'interno di cellophane blu (in maniera analoga a quanto fu attuato esattamente trent'anni prima con il disco Unfinished Music No.1 - Two Virgins di John Lennon e Yōko Ono, la cui copertina ritraeva i due completamente nudi). Wal-Mart non solo si rifiutò lo stesso di vendere l'album, ma eliminò dai suoi scaffali anche i precedenti dischi di Manson in seguito al massacro della Columbine High School del 20 aprile 1999.
A oggi, il sito di Wal-Mart dice che i lavori di Manson, insieme a quelli di altri artisti, non saranno venduti nei suoi negozi, ma nel 2003 il quinto album di Manson The Golden Age of Grotesque fu presente sugli scaffali di quasi tutti i negozi Wal-Mart; i rappresentanti della catena affermarono che si decise di vendere il disco perché "commercialmente produttivo" e "presente nelle classifiche Top Ten".

## Accoglienza

### Critica
| Recensione           | Giudizio                  |
| -------------------- | ------------------------- |
| allMusic             | [ 4 ]                     |
| NME                  | (7/10) link               |
| Robert Christgau     | Template:Rating-Christgau |
| Rolling Stone        | link                      |
| Entertainment Weekly | (A-) link                 |
| Salon.com            | Positivo link             |
| Los Angeles Times    | link                      |
| Sputnikmusic         | link                      |

L'album ha ricevuto recensioni generalmente positive. Analizzando le intenzioni dell'album, Barry Walters di The Village Voice ha commentato "Mechanical Animals celebra la celebrità sexy nella tipica baccanalia mansoniana di contraddizioni. [Manson] ha detto che quello sporco dominio dei media è la cosa più pulita e vicina alla divinità in un mondo che ha crocifisso il dio stesso sostituendolo con cieca fede [...]".
Il disco è ben diverso dall'album precedente, perché è un album fortemente introspettivo. Le tematiche, da un lato, descrivono un mondo freddo e bianco, davanti al quale Manson è visto come un alieno, un essere con sembianze femminili, quasi a simboleggiare la sensibilità umana. Dall'altro, Manson assume le sembianze di un Glam Rocker, una parodia di sé stesso ed un tributo alla musica della sua giovinezza. L'album, secondo Marilyn Manson, è l'esatta antitesi di Antichrist Superstar. Il suono non è più sporco come nell'album precedente. Queste nuove scelte musicali che utilizzavano moltissimo l'elettronica, non sono state accolte dai fan di Marilyn Manson rimasti più legati ad Antichrist Superstar. Con il singolo The Dope Show, l'album sale subito in vetta alle classifiche rimanendoci per diverse settimane.
Mechanical Animals fa parte della trilogia iniziata con l'album precedente. In questo album l'artista, visto come un alieno, torna sulla terra per distruggere ciò che ha fatto e costruito con Antichrist Superstar, cercando di eliminare la corruzione e tutto il sistema che ci ruota attorno. Il simbolo che rappresenta Mechanical Animals è l'omega (Ω) con il volto semplificato di Manson. Essendo Ω l'ultima lettera dell'alfabeto greco, e quindi rappresenta la fine, si riconduce al primo significato citato sopra.
Inoltre in questo album si può notare il conflitto interno dell'artista: da una parte, la fama, i soldi e il successo, dall'altra la timidezza e i lati oscuri che non mostra al pubblico.

### Il numero 15
Gli album di Manson si sono sempre caratterizzati dalla dose massiccia di simbolismo. Il numero 15 (1 e 5, ovvero il mese e il giorno di nascita del cantante) in Mechanical Animals si presenta in molte forme, tra cui: 15 sono le tracce (14 + 1 multimediale), una canzone si intitola New Model No. 15, il 15 settembre 1998 è uscito l'album, le lettere I ed S nella copertina dell'album sono sostituite da un 1 e un 5 e nella canzone I Don't Like the Drugs (But the Drugs Like Me), si sente il verso: «15 minutes of shame» («15 minuti di vergogna») che è una "parodia" della celeberrima frase di Andy Warhol per cui «ognuno ha diritto al suo quarto d'ora di celebrità».

## Tracce

### Edizione CD
1. Great Big White World – 5:01
2. The Dope Show – 3:46
3. Mechanical Animals – 4:33
4. Rock Is Dead – 3:09
5. Disassociative – 4:50
6. The Speed of Pain – 5:30
7. Posthuman – 4:17
8. I Want to Disappear – 2:56
9. I Don't Like the Drugs (But the Drugs Like Me) – 5:03
10. New Model No. 15 – 3:40
11. User Friendly – 4:17
12. Fundamentally Loathsome – 4:49
13. The Last Day on Earth – 5:01
14. Coma White – 5:38

1. Traccia multimediale – 1:22 – traccia fantasma

### Edizione LP

#### Marilyn Manson

##### Lato A
1. Great Big White World – 5:01
2. Posthuman – 4:17
3. The Speed of Pain – 5:30
4. The Last Day on Earth – 5:01

##### Lato B
1. Disassociative – 4:50
2. Mechanical Animals – 4:33
3. Coma White – 5:38

#### Omēga and the Mechanical Animals

##### Lato A
1. The Dope Show – 3:46
2. Rock Is Dead – 3:09
3. I Want to Disappear – 2:56
4. Fundamentally Loathsome – 4:49

##### Lato B
1. I Don't Like the Drugs (But the Drugs Like Me) – 5:03
2. New Model No. 15 – 3:40
3. User Friendly – 4:17

## Formazione
Gruppo
- Omēga – voce, vocoder, batteria elettronica e syncussion, sintetizzatore, chitarra, piano, fotografia, produzione
- Zim Zum – chitarra, chitarra sintetizzata, compositore
- Twiggy Ramirez – basso, chitarra, basso sintetizzato, rumori, compositore
- Ginger Fish – batteria, batteria elettronica
- M.W. Gacy – tastiera, piano, mellotron, shaker, percussioni elettroniche, campionatore, basso sintetizzato, batteria elettronica

Altri musicisti
- Dave Navarro – chitarra in I Don't Like the Drugs (But the Drugs Like Me)
- Danny Saber – tastiera, clarinetto, archi, programmazione
- Rose McGowan – voce in Posthuman
- Alexandra Brown – cori in I Don't Like the Drugs (But the Drugs Like Me)
- Lynn Davis – cori in I Don't Like the Drugs (But the Drugs Like Me)
- Dyanna Lauren –  "pornografia" in New Model No. 15
- John West – cori in I Don't Like the Drugs (But the Drugs Like Me)

Produzione
- Sean Beavan – produzione, ingegneria, programmazione, montaggio digitale
- Barry Goldberg – ingegneria
- Tom Lord-Alge – missaggio
- Joseph Cultice – fotografia
- Michael Beinhorn – produzione